# José Carlos Campos
José Carlos Campos González (5 de junio de 1957) es un compositor clásico-contemporáneo peruano.

## Biografía
Estudió composición en el Conservatorio Nacional de Música con Edgar Valcárcel, cursos teóricos con Pedro Seiji Asato, instrumentación con Aurelio Tello, orquestación con Celso Garrido Lecca y piano con la concertista Rosa América Silva Wagner. Siguió luego un curso de expansión cultural de la Secretaria de Estado de la Cultura de São Paulo en Brasil, en 1982, para estudiar con Cláudio Santoro y José-Antonio Almeida Prado, y participó en el «XIII Festival Internacional de Invierno de Campos do Jordão», estrenando su rapsodia para piano Encuentros (1980).
En 1985 fue becado por el gobierno francés para realizar su postgrado en París. Estudió análisis musical con Alain Louvier (Conservatorio Nacional de Música de Boulogne-Billancourt) y Betsy Jolas (Conservatorio Nacional Superior de Música de París) y composición con Allain Gaussin. En 1987 consiguió una beca de la «Fundación Internacional Nadia et Lili Boulanger» y prosiguió su formación con Michel Philippot, recibiendo los consejos de Maurice Ohana, que le encargó la realización de la reducción para piano de su ópera La Célestine para los preparativos de su estreno en junio de 1988 en la Ópera de París. Asimismo, en 1989 siguió una formación de producción y programación musical en Radio France de París.
A su regreso definitivo al Perú en 1990, ejerció la docencia en el Conservatorio Nacional de Música de Lima y se encargó de la producción musical del programa "France-Musique" en la radio Sol Armonía (hoy Filarmonía). En 1991 participó en la creación curricular de los cursos de Artes para el Ciclo Básico de la Universidad Peruana Cayetano Heredia, en donde fue catedrático de Cultura Musical en el Departamento de Humanidades de la Facultad de Ciencias y Filosofía de dicha universidad. En 1992 fue Asesor Musical de la Oficina de Cultura de la Embajada de España en Lima para la organización de ciclos de conciertos y conferencias. En 1993 participó como ponente en el «I.er Encuentro de Compositores de Los Andes», realizado en Quito, Ecuador. Fue luego nombrado profesor de Composición y Cursos Culturales en el Conservatorio Nacional de Música de Lima, asumiendo en 1996 el cargo de Jefe del Departamento de Composición y Musicología de dicha institución. En 1997 ganó el Concurso Internacional de Composición de la Sociedad Filarmónica de Lima con su obra Epifanía, para flauta, viola, piano y percusión.
En 1998 se instala definitivamente en Francia en donde termina su Licenciatura en Música y luego lleva a cabo una Maestría en Musicología en la Universidad de La Sorbona de París. Ha trabajado como profesor de música para la Academia de Versalles y el cuerpo docente de la Municipalidad de París.
Sus obras han sido estrenadas en diferentes festivales y conciertos como en México, Estados Unidos de Norte-América, España, Francia, Argentina, Brasil, Ecuador, Venezuela, República Dominicana, Cuba, Escocia, Italia, Australia y Singapur. 

## Obras
- 1977 - Preludio para piano.
- 1978 - Profundidades para piano.
- 1979 - Soneto para coro.
- 1980 - Danza súbita para dos oboes, corno inglés y fagot.
- 1980 - Epígrafe para clarinete y piano.
- 1980 - Las niñas de luz, para coro femenino.
- 1980 - Encuentros para piano.
- 1981 - Poema colonial, para coro mixto.
- 1982 - Danza festiva para cuarteto de cuerdas.
- 1982 - Alone para flauta.
- 1982 - Elegía para coro mixto.
- 1983 - Romanza sin palabras para dos guitarras.
- 1983 - Elegía (en homenaje a los caídos en Las Malvinas para orquesta de cuerdas.
- 1983 - Danza rústica para orquesta.
- 1983 - 2 miniaturas para piano.
- 1984 - Resplandores, para piano y percusión.
- 1985 - Abismos, para corno y piano.
- 1986 - Gestos, para 5 percusionistas.
- 1991 - Noctis, para sexteto y dúo de improvisadores Jazz (1991, mención honofica en el Concurso Internacional de Composición de 1992 de la Sociedad Filarmónica de Lima).
- 1991 - Visiones oníricas, para piano.
- 1993 - Capricho para clarinete solo.
- 2003 - Capricho peruano, para violín y piano.
- 2003 - Incantation, para ocarina sopranino, piccolo clarinete, larinete, corno di bassetto y clarinete bajo.
- 2006 - Resurgencias, para 2 clarinetes, fagot y piano.
- 2002 - Cuadros Fantásticos Andinos (2002, comisionada por la Sociedad Filarmónica de Lima con motivo de su 95 aniversario y estrenada el 24 de agosto de dicho año por la Orquesta de la Universidad de Lima.